# Kemmale, Kanakapura
Kemmale là một làng thuộc tehsil Kanakapura, huyện Ramanagara, bang Karnataka, Ấn Độ.